# Zonosaurus anelanelany
Zonosaurus anelanelany är en ödleart som beskrevs 2000 av den brittiske herpetologen Christopher John Raxworthy, den amerikanske herpetologen Ronald Archie Nussbaum och Achille P. Raselimanana. Zonosaurus anelanelany ingår i släktet Zonosaurus, och familjen sköldödlor. IUCN kategoriserar arten globalt som sårbar. Inga underarter finns listade.

## Utbredning
Zonosaurus anelanelany förekommer endemiskt på Madagaskar. Den är känd endast från ett fåtal lokaler på sydöstra delen av ön.